# جائزة بامبا
جائزة بامبا (أو بامبا براشاستي) هي جائزةٌ أدبيةٌ في ولاية كارناتاكا الهندية. أسَّست الجائزة حكومة ولاية كارناتاكا في عام 1987. وهو أعلى تكريم أدبي تمنحهُ إدارة الكانادا والثقافة في حكومة كارناتاكا، ويعترف بالأعمال المكتوبة باللغة الكنادية (1 من 22 لغة رسميَّة في الهند).
سُمِّيت الجائزة باسم الشاعر الكنادي الأول أديكافي بامبا. كان مقدار الجائزة في الأصل 1 لك (1٬700 دُولار أمريكي). وقد زاد مِقدارها ليُصبح 3 لك (5٬000 دُولار أمريكي) في عام 2008. قبل عام 1996، مُنحَت الجائزة لأفضل عمل مُنفرد قام به كاتب كنادي. منذ ذلك الحين، مُنحَت الجائزة لمُساهمات الكتَّاب على مدى الحياة في الأدب الكنادي. يُقدِّمُ الجائزة رئيس الوزراء، خلال مهرجان كادامبوتسافا، وهو مهرجان ثقافي يُقام سنويًا في مسقط رأس بامبا في بانافاسي في مقاطعة أوتارا كانادا.
مُنذ إنشاء الجائزة في عام 1987، مُنحت لواحدٍ وثلاثين فردًا. كان كوفيمبو أول مُتلقي للجائزة كُرِّم لعمله «سري رامايانا دارشانام» (1949)، وهو ترجمة حديثة للملحمة الهندية رامايانا. في عام 2015، حاز شاندراشهير باتيل الجائزة علامةً على الاحتجاج عن اغتيال إم إم كالبورغي. آخر من استلم الجائزة هو نزار أحمد، الذي حازها في 2017 على مساهمته مدى الحياة. لم تُمنح الجائزة في عام 2018.

## الفائزون

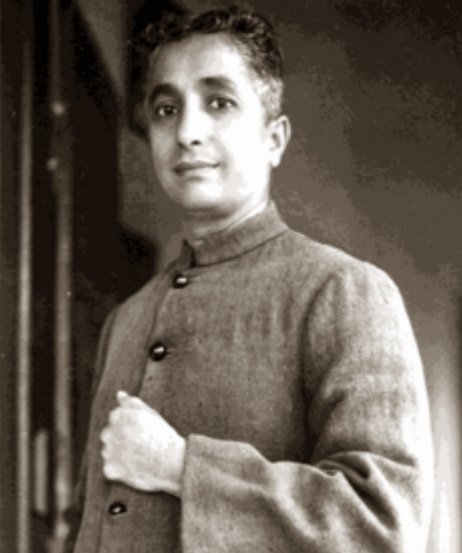
كوفيمبو أوَّل من حَصل على الجائزة.

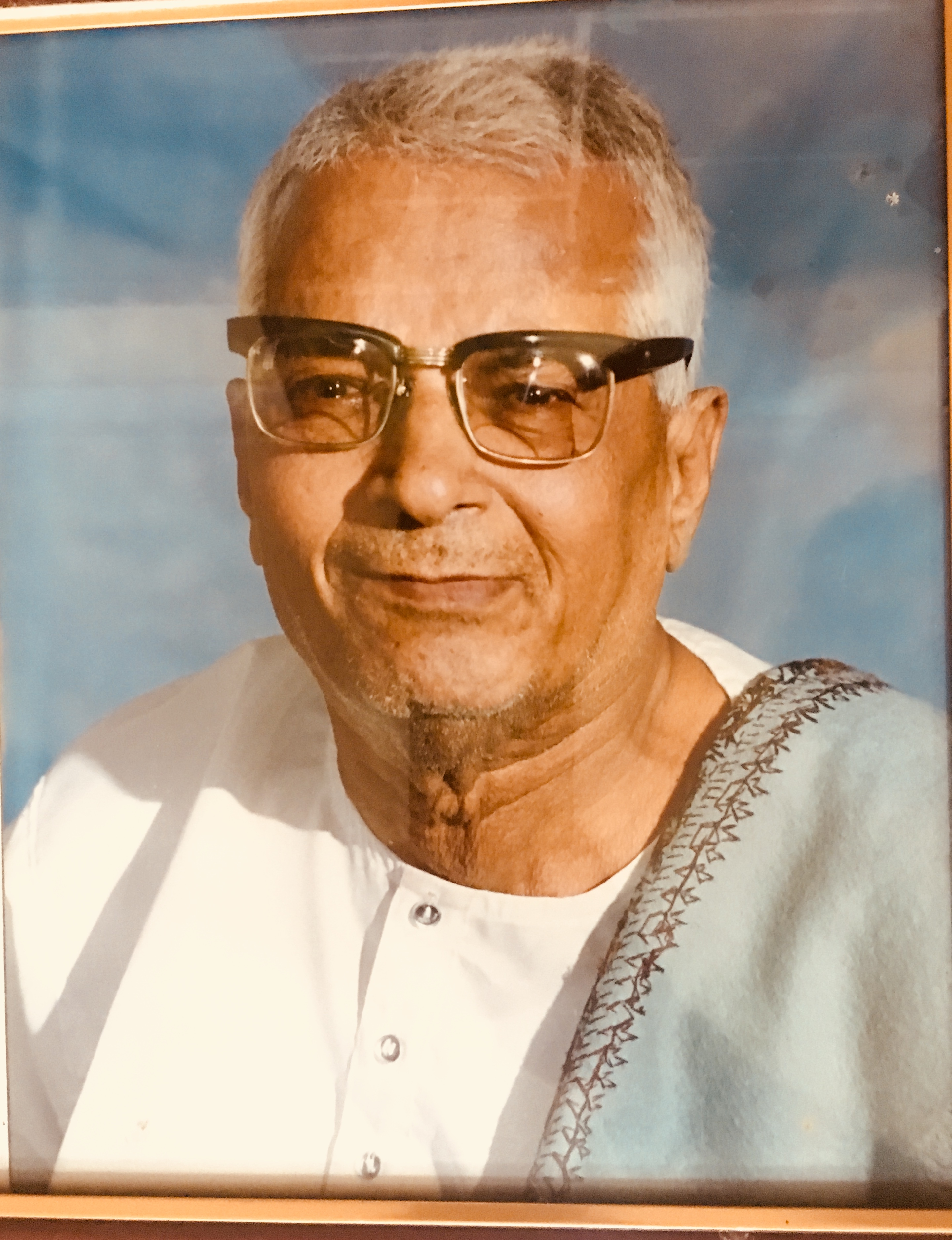
كي إس ناراسيمهاسوامي الحاصل على الجائزة سنة 1995.

| السَّنة | الكاتب                          | العَمل                      | م.     |
| ----- | ------------------------------- | -------------------------- | ------ |
| 1987  | كوفيمبو                         | سري رامايانا دارشانام      | [ 7 ]  |
| 1988  | تيرثابورا نانجوندايا شريكانتايا | باراثيا كافيا ميماسي       | [ 8 ]  |
| 1989  | كوتا سيفارام كارانث             | مي ماناغالا سليالي         | [ 9 ]  |
| 1990  | إس إس بورسنورماث                | سونيا سامبادانيا بارامارسي | [ 8 ]  |
| 1991  | بي تي ناراسيمهاشار              | سري هاريشاريثا             | [ 10 ] |
| 1992  | إي إن مورثي راو                 | ديفارو                     | [ 10 ] |
| 1993  | غوبالاكريشنا أديجا              | سوفارنا بوثلي              | [ 11 ] |
| 1994  | سيديبو كريشنا باهاتا            | فيشارا برابانشا            | [ 12 ] |
| 1995  | كي إس ناراسيمهاسوامي            | دوندو ماليج                | [ 8 ]  |
| 1996  | إم إم كالبورغي                  | مُساهمات مدى الحياة         | [ 8 ]  |
| 1997  | جي إس شيفاغرودربا               | مُساهمات مدى الحياة         | [ 8 ]  |
| 1998  | جافار غودا                      | مُساهمات مدى الحياة         | [ 13 ] |
| 1999  | شنافيرا كانافي                  | مُساهمات مدى الحياة         | [ 14 ] |
| 2000  | لينغابا باسابراجو               | مُساهمات مدى الحياة         | [ 15 ] |
| 2001  | بورناشاندرا تيجاسوي             | مُساهمات مدى الحياة         | [ 16 ] |
| 2002  | إم شيداناندا مورثي              | مُساهمات مدى الحياة         | [ 17 ] |
| 2003  | شاندراسيخار كامبرا              | مُساهمات مدى الحياة         | [ 18 ] |
| 2004  | إتش إل ناجي جودا                | مُساهمات مدى الحياة         | [ 19 ] |
| 2005  | إس إل بايربا                    | مُساهمات مدى الحياة         | [ 8 ]  |
| 2006  | جي إس أمور                      | مُساهمات مدى الحياة         | [ 20 ] |
| 2007  | ياشوانت فيثوبا شيتال            | مُساهمات مدى الحياة         | [ 8 ]  |
| 2008  | تي في فانكاتاشالا شاستري        | مُساهمات مدى الحياة         | [ 21 ] |
| 2009  | شاندراشهير باتيل                | مُساهمات مدى الحياة         | [ 22 ] |
| 2010  | غوفيندراي ه. ناياك              | مُساهمات مدى الحياة         | [ 23 ] |
| 2011  | باراغورو راماشاندربا            | مُساهمات مدى الحياة         | [ 8 ]  |
| 2012  | دي إن شانكارا بات               | مُساهمات مدى الحياة         | [ 24 ] |
| 2013  | كيار كينهنا راي                 | مُساهمات مدى الحياة         | [ 25 ] |
| 2014  | غانجام فانكاتاسوبيا             | المعاجم الكناديَّة           | [ 2 ]  |
| 2015  | بي إي سانادي                    | مُساهمات مدى الحياة         | [ 26 ] |
| 2016  | هامبا ناجاراجايا                | مُساهمات مدى الحياة         | [ 27 ] |
| 2017  | نزار أحمد                       | مُساهمات مدى الحياة         | [ 28 ] |

## المَراجِع
1. ↑  "Kadambotsava from Monday". The Hindu. 1 فبراير 2004. مؤرشف من الأصل في 7 نوفمبر 2012. اطلع عليه بتاريخ 1 ديسمبر 2016.
2. 1 2 3  "Pampa award for GV". The Hindu. 6 فبراير 2015. مؤرشف من الأصل في 2020-04-20. اطلع عليه بتاريخ 2019-05-11.
3. ↑  "Dept. announces all awards at once". The Hindu. 27 يونيو 2005. مؤرشف من الأصل في 4 نوفمبر 2012. اطلع عليه بتاريخ 1 ديسمبر 2016.
4. ↑  "Shastri to continue to promote Kannada". The Hindu. 19 يناير 2009. مؤرشف من الأصل في 4 نوفمبر 2012. اطلع عليه بتاريخ 1 ديسمبر 2016.
5. ↑  Mehu، Sowmya Aji (21 يناير 2004). "Kambara gets Pampa award 2003". The Times of India. مؤرشف من الأصل في 2020-04-20. اطلع عليه بتاريخ 2016-12-01.
6. ↑  "Kalburgi murder: Kannada writer to return Pampa award". The Hindu. 7 سبتمبر 2015. مؤرشف من الأصل في 17 سبتمبر 2015. اطلع عليه بتاريخ 17 مايو 2019.
7. ↑  Culture p484-485 (PDF). Government of Karnataka. مؤرشف من الأصل (PDF) في 8 أكتوبر 2011. اطلع عليه بتاريخ 10 ديسمبر 2010. {{استشهاد بكتاب}}: |عمل= تُجوهل (مساعدة)
8. 1 2 3 4 5 6 7 8  "Pampa Prashasti" (pdf) (بالكنادية). Archived (PDF) from the original on 28 أبريل 2017. Retrieved 11 مايو 2019.
9. ↑  "Shivaram Karanth is dead". Rediff.com. 9 ديسمبر 1997. مؤرشف من الأصل في 4 مارس 2016. اطلع عليه بتاريخ 11 مايو 2019.
10. 1 2  Chari 1994، صفحة 36.
11. ↑  "Pampa Award Winners". Goodreads. مؤرشف من الأصل في 2020-04-20. اطلع عليه بتاريخ 2019-05-16.
12. ↑  Viswanatha 2000، صفحة 75.
13. ↑  Pruthi، Rupali (31 مايو 2016). "Noted Kannada writer D Javare Gowda passes away". Jagran Prakashan Limited. مؤرشف من الأصل في 14 أكتوبر 2017. اطلع عليه بتاريخ 16 مايو 2019.
14. ↑  Akademi 2001، صفحة 215.
15. ↑  "Writer L Basavaraju dead". Deccan Herald. 30 يناير 2012. مؤرشف من الأصل في 2021-02-12. اطلع عليه بتاريخ 2019-05-15.{{استشهاد بخبر}}:  صيانة الاستشهاد: BOT: original URL status unknown (link)
16. ↑  "Pampa award for Poornachandra Tejaswi". The Times of India. 21 ديسمبر 2001. مؤرشف من الأصل في 2020-02-28. اطلع عليه بتاريخ 2019-05-15.
17. ↑  "Pampa Award for Chidananda Murthy". The Hindu. 25 ديسمبر 2002. مؤرشف من الأصل في 2020-04-20. اطلع عليه بتاريخ 2019-05-15.
18. ↑  Mehu، Sowmya Aji (21 يناير 2004). "Kambara gets Pampa award 2003". The Times of India. مؤرشف من الأصل في 2020-04-20. اطلع عليه بتاريخ 2019-05-11.
19. ↑  Gowda، Ramchandre (14 أكتوبر 2005). "Rural love, urban life". The Hindu. مؤرشف من الأصل في 2020-04-20. اطلع عليه بتاريخ 2019-05-15.
20. ↑  "A writer in transition". The Hindu. 7 مارس 2008. مؤرشف من الأصل في 2020-04-20. اطلع عليه بتاريخ 2019-05-11.
21. ↑  "Shastri to continue to promote Kannada". The Hindu. 19 يناير 2009. مؤرشف من الأصل في 2020-04-20. اطلع عليه بتاريخ 2019-05-11.
22. ↑  "Finally, Pampa award for Champa". The Hindu. 14 سبتمبر 2011. مؤرشف من الأصل في 2020-04-20. اطلع عليه بتاريخ 2017-04-28.
23. ↑  "Pampa award conferred on G.H. Nayak". The Hindu. 7 أكتوبر 2013. مؤرشف من الأصل في 2020-04-20. اطلع عليه بتاريخ 2019-05-17.
24. ↑  "Notable Professors". Deccan College Post Graduate and Research Institute. مؤرشف من الأصل في 25 أبريل 2019. اطلع عليه بتاريخ 11 مايو 2019.
25. ↑  Kamila، Raviprasad (2 يونيو 2015). "Poet, freedom fighter Kayyara Kinhanna Rai to turn 100 next Monday". The Hindu. مؤرشف من الأصل في 2020-04-20. اطلع عليه بتاريخ 2019-05-11.
26. ↑  "Sanadi chosen for Pampa Award". The Hindu. 27 فبراير 2016. مؤرشف من الأصل في 2020-04-20. اطلع عليه بتاريخ 2016-11-02.
27. ↑  "Hampa Nagarajaiah bags prestigious Pampa award". The Times of India. 12 يناير 2017. مؤرشف من الأصل في 18 مايو 2017. اطلع عليه بتاريخ 27 أبريل 2017.
28. ↑  "Pampa Award for Nisar Ahmed". The Hindu. 2 نوفمبر 2017. مؤرشف من الأصل في 2020-04-20. اطلع عليه بتاريخ 2018-02-20.

## قراءة مُتعمِّقة
- شاري، سي (1994). مُراجعة الكتاب، المُجلَّد 18. منشُورات منظُورة. مؤرشف من الأصل في 2023-02-20.
- فيسواناثا، فانامالا (2000). طُرُق: تمثيلات الغرب في رواية قصيرة من جنُوب الهِند في التَّرجمة. ماكميلان. مؤرشف من الأصل في 2023-02-20.
- الأدب الهندي، المُجلَّد 45، الأعداد 1 – 3. أكاديمية شايتا. 2001.

## وصلات خارجيَّة
- مُستلمو جائزة بامبا (باللُّغة الكناديَّة). أكاديمية شايتا كارناتاكا